# Petit suisse
Petit suisse (''pequeno suíço'' em português)  é um queijo francês da região da Normandia, região a qual readaptou e redesenvolveu um procedimento antigo utilizado desde a Idade Média no cantão de Vaud, na Suíça. Muitos consumidores de Petit-Suisse não sabem que ele é um tipo de queijo, mas o apreciam devido ao gosto e textura serem diferentes de queijos típicos.

## Utilização
O petit suisse é um queijo mole, feito por coagulação láctea utilizando-se bactérias, enzimas ou coalho, no qual pode-se adicionar frutas. Nos supermercados pode ser encontrado com foco da mídia voltado para o público infantil, com adição de vitaminas.